# Freestyle (rap)
Freestyle – forma improwizacji muzycznej z podkładem lub bez niego, w której tekst jest recytowany bez konkretnej struktury. Współczesny freestyle najczęściej opiera się na danym temacie (losowym lub dotyczącym aktualnej sytuacji). Jest jednym z najważniejszych elementów kultury hip-hop.

## Bitwa freestylowa
Mianem bitwy freestylowej nazywa się masowe imprezy, gdzie odbywają się turnieje lub starcia dwóch lub więcej freestylowców. Współcześnie bitwy odbywają się najczęściej na określonych wcześniej zasadach, gdzie ustala się zwykle liczbę „wejść” rapera, czy bitwa odbywa się z podkładem muzycznym czy bez oraz czy tekst musi się odnosić do konkretnego tematu. Zaczynającego najczęściej się losuje, bądź jest on wybierany sposobem papier–kamień–nożyce. 
Zawodnicy podczas występu muszą jak najlepiej wypaść poprzez: nawiązanie do tematu (ewentualne), technikę, rodzaj rymów, obrażenie przeciwnika (diss/punchline). Nacisk kładzie się na odpowiednie słownictwo oraz zdolność improwizacyjną rapera. Za nieuczciwe oraz niesportowe uważa się używanie wcześniej przygotowanego tekstu bądź rymów. Takie zachowanie pokazuje, że raper nie jest zdolny do samodzielnego freestylowania.
Istotną rolę na bitwach odgrywa publiczność, ponieważ wygrana zależy w dużym stopniu od zachowania słuchaczy po wersach lub całym wejściu rapera. 
Na zorganizowanych bitwach wygrany jest wybierany najczęściej przez jury, które kieruje się przede wszystkim publiką, bądź przez samych słuchaczy.

## Bitwy freestylowe w Polsce
Do najpopularniejszych bitew należą:
- Wielka Bitwa Warszawska (WBW) – impreza odbywana co roku od 2003. W okresie od marca do października w różnych miastach Polski odbywa się 12 eliminacji. Na podstawie występów zawodników przydzielane są im punkty. 16 najlepszych raperów z rankingu po eliminacjach jest kwalifikowanych do Finału WBW, który odbywa się w Warszawie. Tam, metodą turnieju, wyłaniany jest mistrz WBW, który na rok otrzymuje pas mistrza WBW.
- Bitwa o Pitos – impreza organizowana przez Duże Pe. Pierwsza edycja odbyła się w 2015. W bitwie występują zaproszeni wcześniej doświadczeni zawodnicy oraz czterech zawodników z wcześniejszych eliminacji.
- Bitwa o Południe - impreza organizowana średnio co rok przez Pueblosa od 2017 roku. Na bitwie występuje 8 zawodników, podzielonych na dwie grupy. Event jest w formie eliminacji, których zwycięzcy dopełniają zaproszonych zawodników. Eliminacje odbywają się chwilę przed bitwą.
- Bitwa o Płock
- Microphone Masters
- Bitwa o Południe
- Bitwa o Indeks
- Bitwa o Hype[4]
- Bitwa o Kostrzyn
- Bitwa o Stocznię
- Bitwa o Kujawy
- Bitwa o Bielsko
- Bitwa o Zagłębie
- RedBull Kontrowersy
- Wolnostylowa Liga Mistrzów
- Bitwa o Radom
- Bitwa o Hajs